# Jan Rustem
Jan Rustem (en arménien : Յան Ռուստամ, né en 1762 à Constantinople et mort le 21 juin 1835 à Dūkšteliai) est un peintre d'origine arménienne qui a vécu et travaillé dans les territoires de la république des Deux Nations.
Principalement portraitiste, il a réalisé des portraits de personnalités notables de son époque. Pendant de nombreuses années, il a été également professeur à l'université de Vilnius.

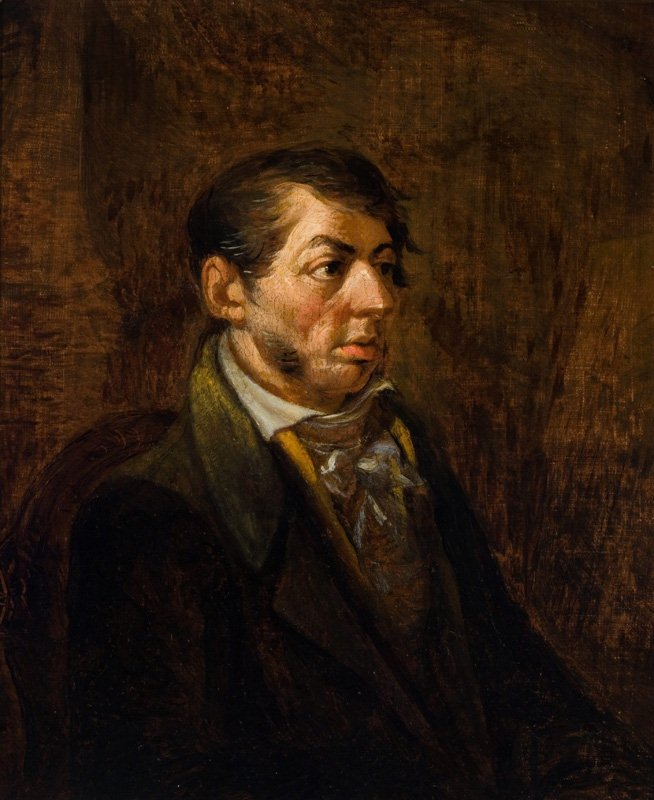
Autoportrait.
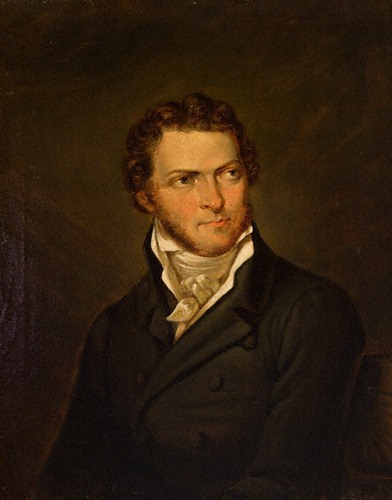
Michał Józef Römer (en).
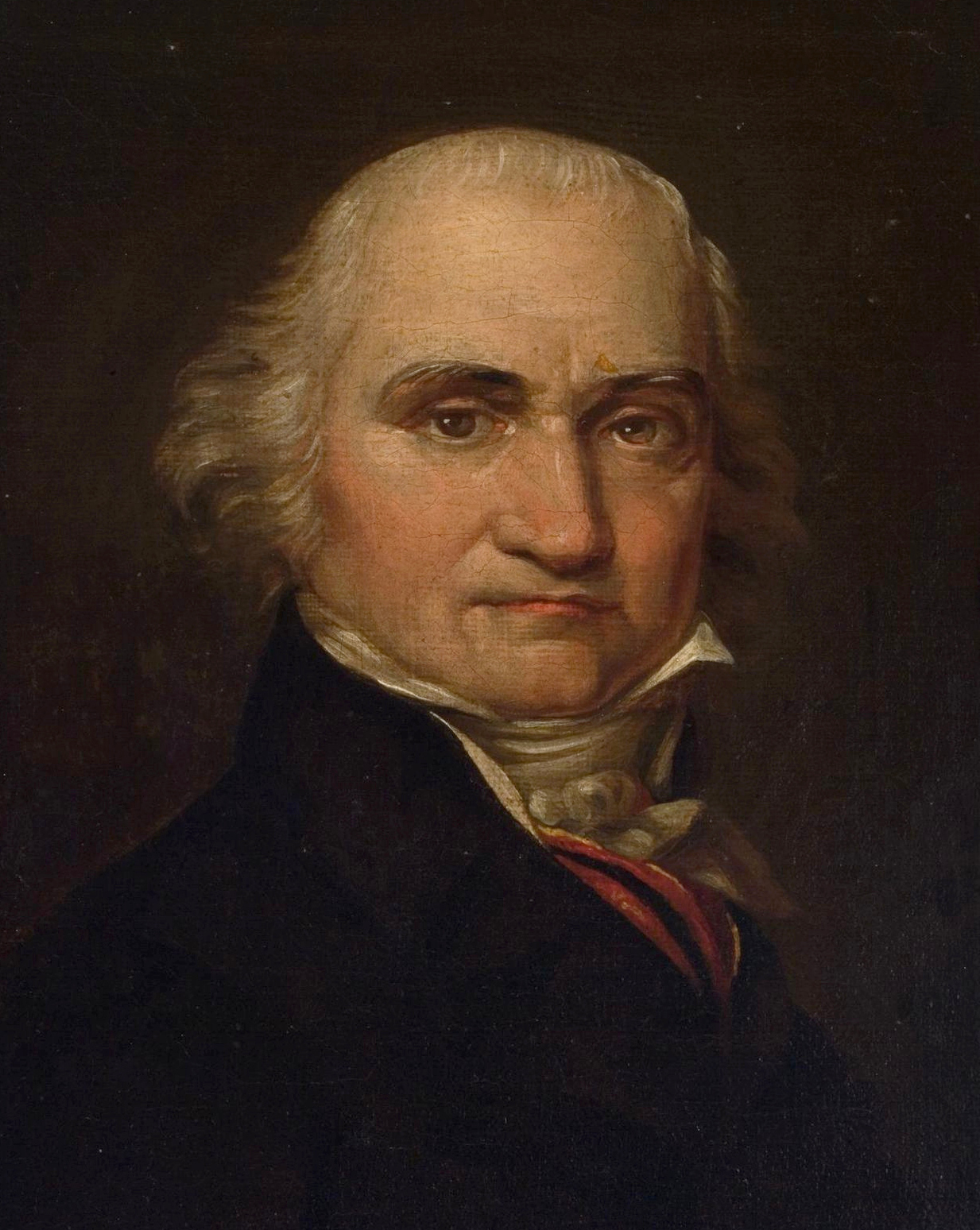
Jan Śniadecki.
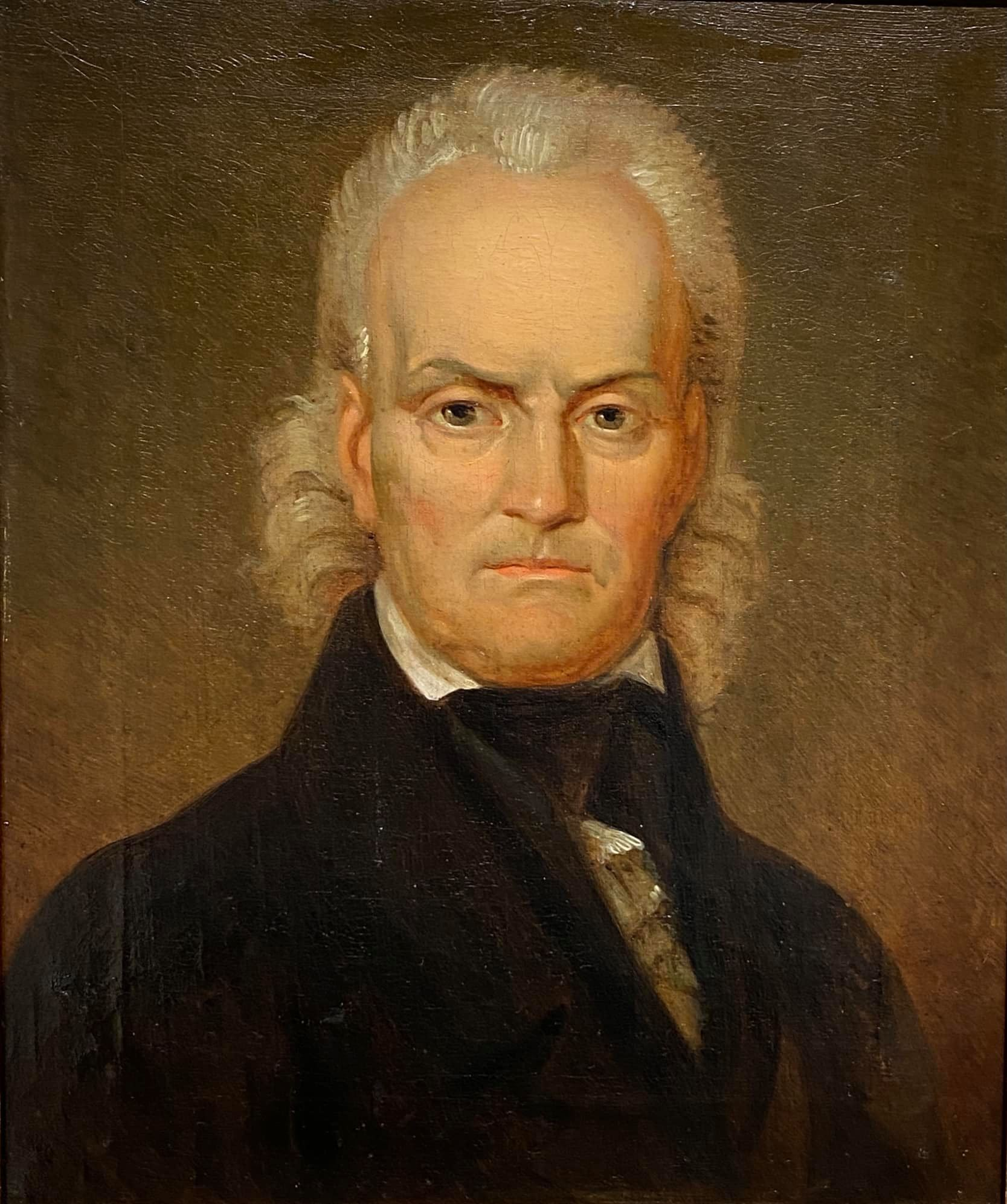
Stanisław Bonifacy Jundziłł (en).
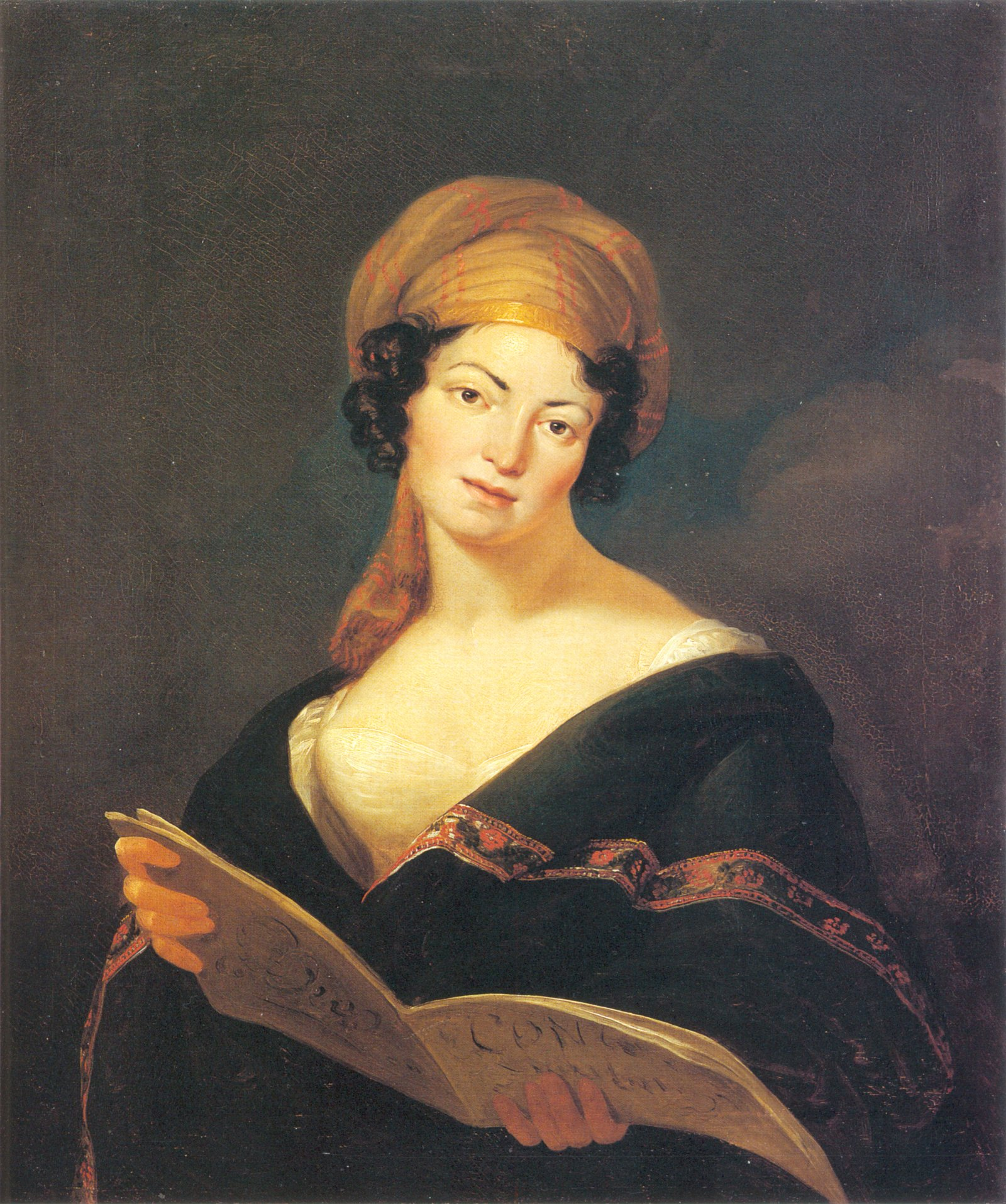
Krystyna Frank, femme du Dr. Józef Frank.